# Coves de Ses Arnaules - Sementer de ses Figueres
Les coves de Ses Arnaules - Sementer de ses Figueres és un jaciment arqueològic prehistòric format per quatre coves artificials d'enterrament, al lloc anomenat sementer de ses Figueres, a la possessió de ses Arnaules, al municipi de Llucmajor, Mallorca.
Tres d'aquestes coves es troben l'una arran de l'altra, mentre que la quarta cova està més allunyada. Totes elles es practiquen en un aflorament de marès situat arran del camí de Son Boscana, dins zona de secà.